# Havenkwartier (Breda)
Het Havenkwartier is een nieuwe wijk in het noorden van Breda. Het gebied ligt in de huidige wijk Belcrum rondom de Belcrumhaven met de Watertoren en is momenteel grotendeels bedrijventerrein. Het ligt dicht bij het centrum en het Station Breda.
In deze wijk zullen onder andere woningen met ligplaatsen voor boten worden gerealiseerd. Het is onderdeel van het plan Via Breda. Het Havenkwartier zal tussen 2010 en 2020 gerealiseerd worden.